# Фокс, Хауи
Хоуард Фрэнсис Фокс (англ. Howard Francis Fox, 1 марта 1921, Коберг, Орегон — 9 октября 1955, Сан-Антонио, Техас) — американский бейсболист, питчер. С 1944 по 1954 год выступал за ряд клубов Главной лиги бейсбола. Также играл в Венесуэле. В 1981 году был избран в Зал спортивной славы штата Орегон.

## Биография

### Ранние годы
Хоуард Фокс родился 1 марта 1921 года в городке Коберг в штате Орегон. Он был шестым из девяти детей в семье фермера Харви Фокса и его супруги Олли. Хауи учился в школе Терстон в Спрингфилде. Вместе с шестью братьями он играл за её баскетбольную команду, тренер которой Джим Уоттс в шутку прозвали их «слабаками» (англ. Pansies). Позднее это прозвище закрепилось за командой в целом. Он дважды входил в состав сборной звёзд сезон, выигрывал с командой чемпионат округа Лейн. Благодаря своей успешной игре Фокс получил предложение спортивной стипендии от Орегонского университета, но учился там недолго и за его команды не играл.
В начале 1940-х годов Хауи жил в Юджине, работал на фабрике и играл за любительскую баскетбольную команду. В 1941 году он женился на Мэрилин Хозелтон, в браке у них родилось две дочери. Также он вместе со своим братом Кенни играл в любительской бейсбольной лиге. В 1942 году Фокс стал лучшим в ней по количеству сделанных страйкаутов, а его игра заинтересовала скаута «Цинциннати Редс» Микки Шейдера. Он прошёл просмотр и получил приглашение зимой тренироваться в Индиане.
Весной 1943 года Фокс дебютировал в составе фарм-клуба «Редс» «Бирмингем Бэронс». Он сыграл 23 матча стартовым питчером, ещё в 19 выходил на замену, и одержал 14 побед, лучший показатель в команде. При этом пропускаемость Хауи составляла 4,83, а проиграл он 17 матчей. В 1944 году он играл намного эффективнее, одержав девятнадцать побед при десяти поражениях, хотя команда проиграла более половины своих игр. По итогам сезона Фокс вошёл в сборную звёзд Южной ассоциации. 

### Главная лига бейсбола
Из-за двух смещённых позвонков Фокс был признан негодным к службе в армии и осенью 1944 года смог дебютировать в Главной лиге бейсбола. Следующий сезон стал для «Цинциннати» первым в серии из одиннадцати неудачных. Средний возраст стартовых питчеров команды составлял 33 года и Хауи был одним из немногих молодых игроков. Он завершил сезон 1945 года с восемью победами при тринадцати поражениях и показателем пропускаемости 4,93.
В начале сезона 1946 года он сыграл всего один иннинг в десяти матчах, после чего перенёс экстренную аппендэктомию. В состав «Цинциннати» Фокс вернулся в июне, но играл неудачно и был переведён в фарм-клуб уровня ААА-лиги. В составе «Сиракьюз Чифс» он дошёл до полуфинала плей-офф Международной лиги, но получил травму руки. К весне 1947 года Хауи восстановился, но в предсезонных матчах «Редс» не играл. Его снова отправили в «Чифс» и он провёл хороший сезон, одержав девятнадцать побед при девяти поражениях. Также Фокс сыграл двадцать одну полную игру. «Сиракьюз» выиграли чемпионат Международной лиги, а затем и младшую Мировую серию против чемпионов Американской ассоциации. В решающей серии он одержал победы во второй и шестой играх. 
В сезонах 1948 и 1949 годов в составе «Цинциннати» Фокс одержал двенадцать побед при двадцати семи поражениях. Несмотря на это, им часто интересовались представители других клубов. Особенно настойчивым был генеральный менеджер «Бруклин Доджерс» Бранч Рикки, но «Редс» от сделки отказались. К июню 1950 года Хауи потерпел шесть поражений при одной победе, когда по совету тренера Гаса Манкузо внёс изменения в технику своей подачи. В результате в июле он одержал первую в карьере «сухую» победу, а до конца чемпионата выиграл ещё десять матчей. Осенью Фокс вошёл в сборную звёзд лиги на турне по городам США. В 1951 году Фокс сыграл рекордные для себя 228 иннингов, несмотря на боли в спине. В июле он провёл два подряд «сухих» матча, а продолжительности серии без пропущенных очков достигла 27 1/3 иннингов. Осенью он снова принял участие в ряде выставочных игр, а затем неожиданно был обменян в «Филадельфию».
Сезон 1952 года для Фокса оказался скомканным из-за травм. К концу июня на его счету была одна победа при шести поражениях. В середине июля в «Филлис» сменился тренер и до конца чемпионата Хауи вообще не выходил на поле. Весной следующего года он принимал участие в сборах команды, но в планы клуба не входил. Сам он просил отчислить его или обменять в какую-либо команду с Западного побережья, но «Филлис» продали права на Фокса в «Балтимор Ориолс» из ААА-лиги. Там он провёл хороший сезон, одержав пятнадцать побед при десяти поражениях с пропускаемостью 3,84, но нового шанса показать себя в Главной лиге бейсбола в «Филадельфии» ему не дали.
Зиму Хауи провёл в Венесуэльской лиге, выиграв её чемпионат в составе клуба «Пастора» из Маракайбо. Он также сыграл за команду в матчах Карибской серии. Весной он вернулся в «Ориолс», ставших к тому моменту клубом Главной лиги бейсбола. Фокс провёл сезон в качестве реливера, приняв участие в 38 играх команды. Чемпионат стал для него последним в лиге. Зимой он снова уезжал играть в Венесуэлу, а после возвращения не сумел пробиться в основной состав «Балтимора». В начале мая 1955 года клуб отчислил Фокса. Последний в карьере сезон он доиграл в Техасской лиге за «Сан-Антонио Мишнс».

### Смерть
В сентябре 1955 года Фокс открыл свою таверну на окраине Сан-Антонио. Вечером 8 октября двое студентов городского колледжа и их старший приятель устроили в ней беспорядки. Хауи со своим партнёром попросили компанию удалиться, но позже они вернулись. В завязавшейся драке Фокс получил три удара ножом. От полученных ран он скончался утром 9 октября 1955 года. 
Хауи Фокс похоронен в Спрингфилде в Орегоне на кладбище Лорел-Гроув. В 1981 году его посмертно избрали в Зал спортивной славы штата.